# كونغوني لينكس
كونغوني هو توزيعة لينكس يستخدم برمجيات حرة من نواة لينكس كما يوزعه مشروع لينكس ليبرا . تطوير مشروع كونغوني في حالة خمول.
كان كونغوني نظام تشغيل سطح المكتب مع اعتقاد قوي بأنه مجاني (كما هو الحال في برمجيات حرة) ويهدف إلى أن تكون سهلة التركيب والاستخدام والتخصيص. لم يتم شحن كونغوني أو تضمينه أو عرضه القدرة على تثبيت أي برنامج لم توافق عليه مؤسسة البرمجيات الحرة .
كونغوني هي كلمة اللغة الشونا بالنسبة إلى نو (حيوان) ، نفس الحيوان الذي يأخذ منه مشروع جنو اسمه. تم اختيار الاسم لأنه يمثل روح وتاريخ كونغوني، وهو نظام تشغيل لينكس من أصل أفريقي.

## التاريخ
تمت تسمية كل إصدار من كونغوني على اسم فلاسفة عظماء، بما في ذلك: أرسطو، سوفوكليس، نيتشه وشيشرون. كل إصدار من إصدارات كونغوني متوافق مع إصدار سلاكوير الذي كان يستند إليه ويمكنه تثبيت الحزم الأصلية لبرنامج سلاكوير.
المشروع نائم حاليًا. في سبتمبر 2010، تمت صيانة المشروع بواسطة مطور واحد، روبرت غابرييل. في السابق، تم صيانة المشروع بواسطة AJ Venter.

## المميزات
تم تقديم كونغوني كقرص مضغوط حي، مع خيار تثبيت نظام التشغيل على القرص الصلب. يقوم نظام كونغوني OS بتثبيت البرنامج من خلال استخدام المنافذ. يتيح ذلك لأحد تنزيل الكود المصدري لأحد البرامج، بدلاً من ملف ثنائي تم تجميعه مسبقًا، والذي يتم تجميعه ثم إنشاؤه تلقائيًا على نظام المستخدمين. يوفر هذا ميزة تنزيلات وبرامج أصغر قد تعمل بشكل أسرع و / أو تستخدم ذاكرة أقل، حيث يتم تجميعها بشكل صريح لنظام المستخدمين.
يتم شحن كونغوني مع عدة قطع من التعليمات البرمجية الفريدة، بما في ذلك:
- مثبت «كونغوني» مخصص.
- KISS (نظام كونغوني للإعداد المتكامل) ، وهو برنامج بسيط لأداء مهام تكوين النظام الشائعة.
- PIG (منفذ تثبيت واجهة المستخدم الرسومية) ، وهو برنامج سهل الاستخدام لتثبيت البرامج وإدارتها.

## روابط خارجية
- كونغوني لينكس على موقع سورس فورج